# NGC 1161
NGC 1161 este o seyfert 1 galaxy⁠(d) situată în constelația Perseu. A fost descoperită în 7 octombrie 1784 de către William Herschel.